# Rasbora borapetensis
Espèce
Statut de conservation UICN

 LC  : Préoccupation mineure
Rasbora borapetensis, le rasbora à queue rouge, est un poisson de la famille des Cyprinidae vivant en Asie du Sud-Est dans le Mékong, la Chao Phraya, le bassin de la Mae Klong et le nord de la péninsule Malaise. Dans le commerce, il est connu par une série d'autres noms : rasbora ligne noire, bora bora rasbora et rasbora brillant.
Il fut décrit pour la première fois par James Leonard Brierley Smith (1897-1968) en 1934.

## Description
Rasbora borapetensis est un poisson translucide avec des reflets argentés, une bande latérale noire ou grise va des branchies à la nageoire caudale. Une bande dorée se trouve au-dessus de cette ligne. La nageoire caudale est rouge vif, et contrairement à Rasbora einthovenii, il n'y a pas de pigment noir. Les deux sexes se ressemblent, mais les femelles adultes sont légèrement plus grandes que les mâles. Le poisson atteint jusqu'à environ  6 cm de longueur.

## Habitat
Le Rasbora à queue rouge mesure jusqu'à 5 cm.
Rasbora borapetensis vit en banc dans les étangs, les ruisseaux et les drains, généralement avec un écoulement lent, souvent en eau trouble. Il nage au niveau de la surface dans des étangs, fossés, canaux, réservoirs atteignant jusqu'à 2 m de profondeur. Il préfère un pH de 6,5 à 7,0, la dureté de l'eau (dH) de 5 à 12, et des températures entre 22 et 26 °C. Il se nourrit de zooplancton, d'insectes, de vers et de crustacés.

## En aquarium
Ce poisson demande à vivre en groupe dans un aquarium abondamment planté. Il peut être associé aux Colisa et petits gouramis mais surtout à d'autres bancs de Rasbora, danios et petits Barbus.
L'eau doit être correctement filtrée sans brassage trop important.
La maintenance de cette espèce est facile, car elle est robuste et montre un entrain continuel.

## Reproduction
L'eau devra être légèrement acide ; pour déclencher la ponte renouvelez la moitié de l'eau avec une eau à 26 °C.